# Scaevola chanii
Scaevola chanii är en tvåhjärtbladig växtart som beskrevs av Khoon Meng Wong. Scaevola chanii ingår i släktet Scaevola och familjen Goodeniaceae. Inga underarter finns listade i Catalogue of Life.